# Kunstsammlung Henning J. Claassen
Die Kunstsammlung Henning J. Claassen ist ein Museum für Moderne Kunst in Lüneburg, das am 1. September 2022 eröffnet wurde. Die private Kunstsammlung zeigt zeitgenössische Gemälde, Grafiken und Skulpturen, die vom Lüneburger Unternehmer und Ehrenbürger Henning J. Claassen auf Geschäftsreisen gesammelt wurden.

## Geschichte
Die Sammlung ist in einem Zeitraum von über 50 Jahren entstanden und wurde 2018 in die gemeinnützige „Stiftung Kunstsammlung Henning J. Claassen“ übertragen. Die ersten Kunstwerke stellte Henning J. Claassen in den öffentlichen Bereichen seiner inzwischen verkauften Unternehmen Meltex, Impreglon und Bergström aus. 2010 eröffnete er im historischen Wasserviertel Lüneburgs die „Galerie im Alten Kaufhaus“. 2017 folgte die Eröffnung der „Kunstgalerie Parkhotel de Wiemsel“ im Park des gleichnamigen Hotels in Ootmarsum in den Niederlanden.
Nach der Schließung der Galerie im Alten Kaufhaus in Lüneburg beauftragte der Sammler den Lüneburger Architekten Carl-Peter von Mansberg mit der Gestaltung des Museums nach seinen Ideen. Der 2022 fertiggestellte kubische Neubau mit seiner Fassade aus Travertin-Naturstein hat 700 m² barrierefreie Ausstellungsfläche mit einem Café im Foyer.

## Sammlung

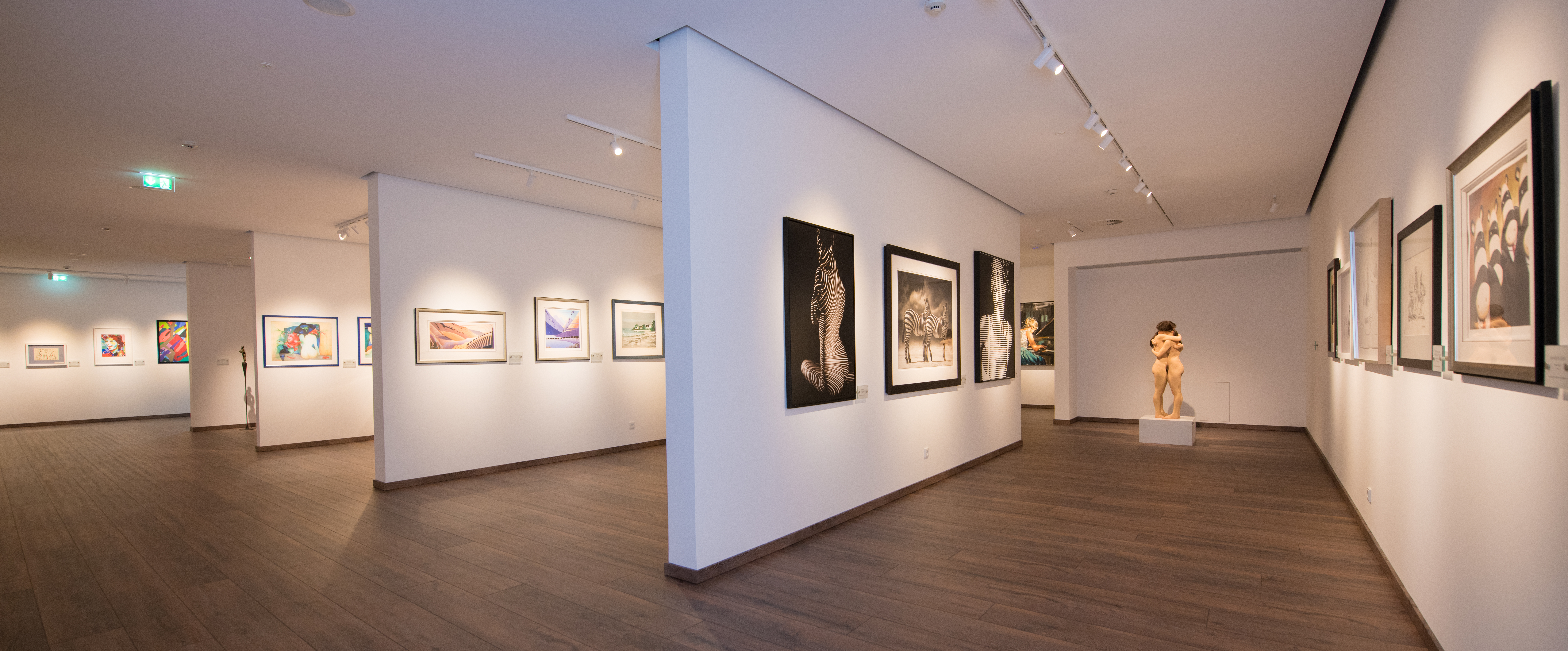
Innenansicht Kunstsammlung

Die Sammlung umfasst über 500 Werke zeitgenössischer Kunst. Sie kann keinem Genre oder einer bestimmten Epoche zugeordnet werden und enthält Werke namhafter deutscher Künstler, wie Gerhard Richter oder Günther Uecker, aber auch Werke bekannter internationaler Künstler, wie Andy Warhol, Roy Lichtenstein, Helmut Newton und des Australiers Sam Jinks. Kennzeichnend für die Sammlung ist ihre Breite und internationale Vielfalt aus zeitgenössischen Gemälden, Grafiken und Skulpturen.
Außerdem werden in der „Kunstsammlung Henning J. Claassen“ jährlich ca. 100 wechselnde Werke gezeigt.